# Erística
L'erística és un mètode d'ensenyament dialògic usat per alguns filòsofs basat en la controvèrsia. No es tracta de descobrir la veritat, sinó de mostrar les incongruències lògiques de l'interlocutor per vèncer en el debat. Va sorgir entre els sofistes i va ser criticada fortament per Plató, el qual considerava que ajudava al plaer de la discussió per la discussió i que no buscava ni il·luminar l'oponent ni arribar a una conclusió sobre un problema real.